# Santa Lúcia nos Jogos Pan-Americanos de 2023
Santa Lúcia competiu nos Jogos Pan-Americanos de 2023 em Santiago, no Chile, de 20 de outubro a 5 de novembro de 2023. Foi a oitava aparição do país nos Jogos Pan-Americanos, tendo participado de todas as edições desde 1995. 

## Competidores
Abaixo está a lista do número de competidores (por gênero) participando dos jogos por esporte/disciplina.
| Esporte | Masculino | Feminino | Total |
| ------- | --------- | -------- | ----- |
| Vela    | 1         | 0        | 1     |
| Total   | 1         | 0        | 1     |

## Vela
Santa Lúcia classificou 1 barco, para um total de 1 atleta.
Masculino
| Atleta | Evento | Regata | Regata | Regata | Regata | Regata | Regata | Regata | Regata | Regata | Regata | Regata | Regata | Regata | Total  | Total   |
| Atleta | Evento | 1      | 2      | 3      | 4      | 5      | 6      | 7      | 8      | 9      | 10     | 11     | 12     | M      | Pontos | Posição |
| ------ | ------ | ------ | ------ | ------ | ------ | ------ | ------ | ------ | ------ | ------ | ------ | ------ | ------ | ------ | ------ | ------- |
|        | Laser  |        |        |        |        |        |        |        |        |        |        | —      | —      |        |        |         |